# Bistum Nicosia
Das Bistum Nicosia (lateinisch Dioecesis Nicosiensis oder Dioecesis Herbitensis, italienisch Diocesi di Nicosia) ist eine auf Sizilien gelegene Diözese der römisch-katholischen Kirche in Italien mit Sitz in Nicosia. 
Sie gehört zu der Kirchenprovinz Messina der Kirchenregion Sizilien und ist ein Suffraganbistum des Erzbistums Messina-Lipari-Santa Lucia del Mela.

## Geschichte
Das Bistum Nicosia wurde am 17. März 1817 durch Papst Pius VII. errichtet.

## Bischöfe
- Gaetano Maria Avarna (1818–1841)
- Rosario Vincenzo Benza (1844–1847)
- Camillo Milana (1851–1858)
- Melchiorre Lo Piccolo (1859–1881)
- Bernardo Cozzuoli (1881–1902)
- Ferdinando Fiandaca (1903–1912)
- Agostino Felice Addeo (1913–1942)
- Pio Giardina (1942–1953)
- Clemente Gaddi (1953–1962)
- Costantino Trapani (1962–1976)
- Salvatore Di Salvo (1976–1984)
- Pio Vittorio Vigo (1985–1997)
- Salvatore Pappalardo (1998–2008)
- Salvatore Muratore (2009–2022)
- Giuseppe Schillaci (seit 2022)

## Weblinks

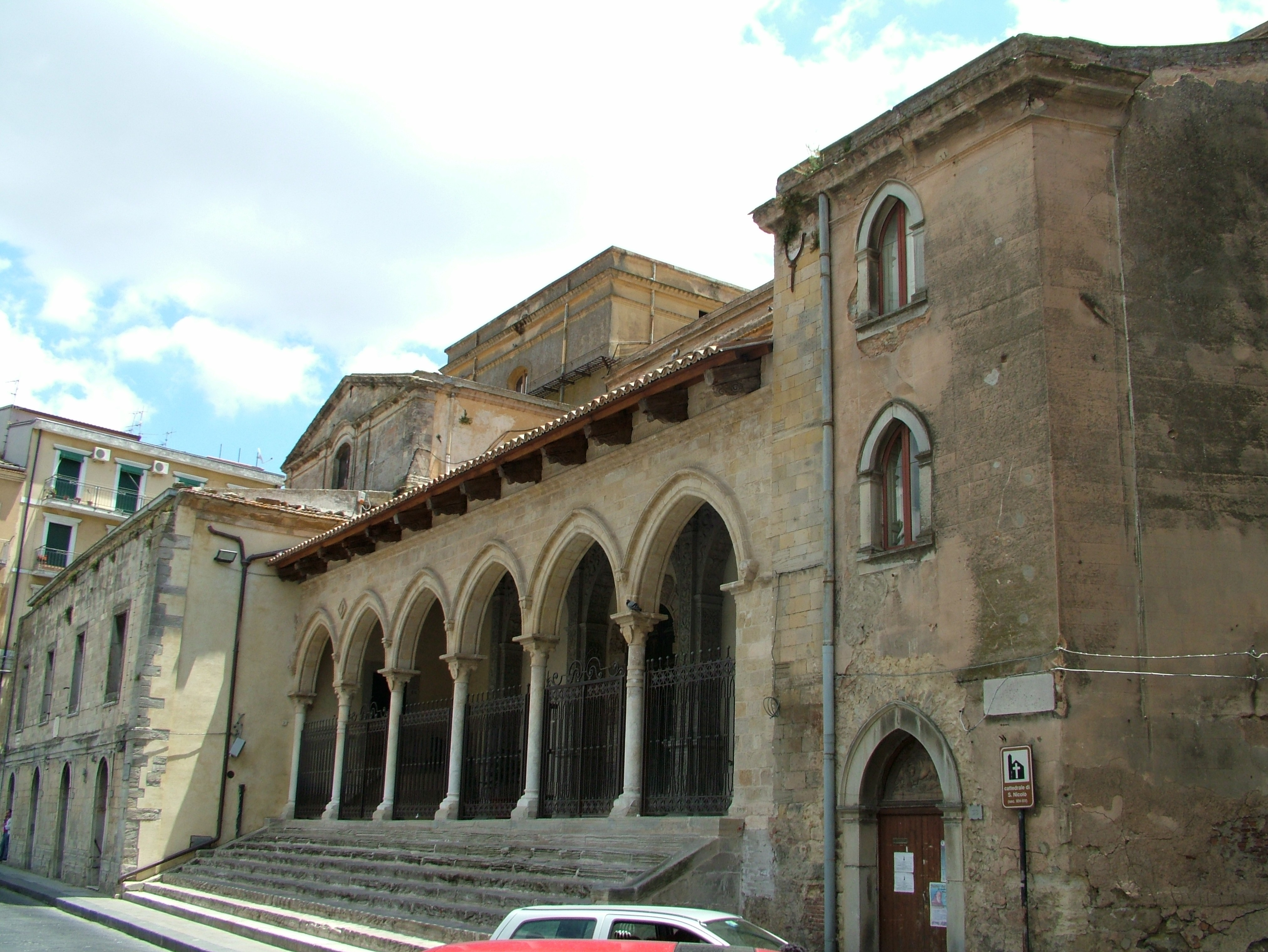
Kathedrale San Nicola di Bari